# Ohlsdorf (Hamburg)
Ohlsdorf, Hamburg-Ohlsdorf – dzielnica miasta Hamburg w Niemczech, w okręgu administracyjnym Hamburg-Nord. Od XVII wieku w granicach miasta.
W dzielnicy znajduje się cmentarz Ohlsdorf, jeden z największych cmentarzy na świecie.